# Ricardo Alexandre dos Santos
Ricardo Alexandre dos Santos (Passos, Minas Gerais, Brasil, 24 de junio de 1976), también conocido como Ricardinho, es un exfutbolista brasileño que jugaba de pivote.
Uno de los grandes ídolos y el jugador con más títulos con Cruzeiro, se retiró en 2007 a la edad de 31 años debido a problemas con las lesiones.

## Clubes
| Equipo                   | País   | Año       |
| ------------------------ | ------ | --------- |
| Cruzeiro                 | Brasil | 1994-2002 |
| Kashiwa Reysol           | Japón  | 2002-2005 |
| Kashima Antlers (cedido) | Japón  | 2005      |
| Kashiwa Reysol           | Japón  | 2006      |
| Cruzeiro                 | Brasil | 2007      |
| Corinthians              | Brasil | 2007      |

## Palmarés

### Campeonatos regionales
| Título                  | Equipo   | Región              | Año  |
| ----------------------- | -------- | ------------------- | ---- |
| Campeonato Mineiro      | Cruzeiro | Minas Gerais        | 1994 |
| Campeonato Mineiro      | Cruzeiro | Minas Gerais        | 1996 |
| Campeonato Mineiro      | Cruzeiro | Minas Gerais        | 1997 |
| Campeonato Mineiro      | Cruzeiro | Minas Gerais        | 1998 |
| Copa dos Campeões       | Cruzeiro | Minas Gerais        | 1999 |
| Copa Centro-Oeste       | Cruzeiro | Región Centro-Oeste | 1999 |
| Copa Sul-Minas          | Cruzeiro | Región Sur          | 2001 |
| Copa Sul-Minas          | Cruzeiro | Región Sur          | 2002 |
| Supercampeonato Mineiro | Cruzeiro | Minas Gerais        | 2002 |

### Campeonatos nacionales
| Título         | Equipo   | País   | Año  |
| -------------- | -------- | ------ | ---- |
| Copa de Brasil | Cruzeiro | Brasil | 1996 |
| Copa de Brasil | Cruzeiro | Brasil | 2000 |

### Copas internacionales
| Título                   | Equipo   | Sede           | Año  |
| ------------------------ | -------- | -------------- | ---- |
| Copa Máster de Supercopa | Cruzeiro | Belo Horizonte | 1994 |
| Copa de Oro Nicolás Leoz | Cruzeiro | São Paulo      | 1995 |
| Copa Libertadores        | Cruzeiro | Belo Horizonte | 1997 |
| Recopa Sudamericana      | Cruzeiro | Buenos Aires   | 1998 |